# 燕尾蕨
燕尾蕨（学名：Cheiropleuria bicuspis）为燕尾蕨科燕尾蕨属下的一个种。